# Ideguchi Jun
Jun Ideguchi (sinh ngày 14 tháng 5 năm 1979) là một cầu thủ bóng đá người Nhật Bản.

## Sự nghiệp câu lạc bộ
Jun Ideguchi đã từng chơi cho Yokohama F. Marinos, Consadole Sapporo, Shonan Bellmare, Sanfrecce Hiroshima, Sagan Tosu và Tokushima Vortis.